# Teilbarkeit
Teilbarkeit ist in der Zahlentheorie, einem der Teilgebiete der Mathematik, eine zweistellige Relation in der Menge der ganzen Zahlen. Hierbei ist eine ganze Zahl durch eine andere ganze Zahl teilbar, wenn bei der Division kein Rest verbleibt, also die „Geteilt-Rechnung aufgeht“. 
So ist beispielsweise die Zahl 8 durch 4 teilbar, da 8 : 4 genau 2 ergibt. Somit sind 4 und dann auch 2 Teiler von 8. Dagegen ist die Zahl 9 nicht durch 4 teilbar, weil die 4 zweimal in die 9 „geht“, aber ein Rest von 1 übrig bleibt. Einen Sonderfall bildet die 0, die ein Teiler von sich selbst ist, obwohl Division durch 0 im Allgemeinen nicht definiert ist.
Die Zahl 11 hat nur zwei Teiler: 1 und die Zahl 11 selbst. Solche Zahlen nennt man Primzahlen. Die Zahl 12 dagegen hat viele Teiler: 1, 2, 3, 4, 6 und 12. Solche Zahlen nennt man hochzusammengesetzte Zahlen.
Die Funktion, die einer natürlichen Zahl {\displaystyle n} die Anzahl ihrer Teiler zuordnet, ist eine zahlentheoretische Funktion (die Teileranzahlfunktion). In der elementaren Zahlentheorie ist der Begriff Teilbarkeit auf natürliche Zahlen beschränkt. In der Algebra dagegen wird der Begriff Teilbarkeit auf Integritätsringe, kommutative Ringe und nicht-kommutative Ringe erweitert.

## Definition
Eine ganze Zahl {\displaystyle a} teilt eine ganze Zahl {\displaystyle b} genau dann, wenn es eine ganze Zahl {\displaystyle n} gibt, so dass {\displaystyle a\cdot n=b} ist. Man sagt dann „{\displaystyle a} ist Teiler von {\displaystyle b}“, „{\displaystyle a} teilt {\displaystyle b}“, „{\displaystyle b} ist teilbar durch {\displaystyle a}“, oder „{\displaystyle b} ist ein Vielfaches von {\displaystyle a}“. Man schreibt dafür
{\displaystyle a\mid b}
und nennt {\displaystyle \mid } die Teilerrelation. Für das Gegenteil, wenn es also keine ganze Zahl {\displaystyle n} gibt mit {\displaystyle a\cdot n=b}, schreibt man:
{\displaystyle a\nmid b}.
Insbesondere für Primzahlpotenzen gibt es die Sprechweise: {\displaystyle p^{n}} teilt die ganze Zahl {\displaystyle b} exakt, geschrieben
{\displaystyle p^{n}\parallel b,}
wenn {\displaystyle p^{n}} die größte Potenz der Primzahl {\displaystyle p} ist, die {\displaystyle b} teilt. In Formeln: {\displaystyle p^{n}\mid b\;\;\wedge \;\;p^{n+1}\nmid b} ; Beispiel: {\displaystyle 8\parallel 40.} Die exakte Teilbarkeit von {\displaystyle b} durch {\displaystyle p^{n}=:a} hat die Teilerfremdheit von {\displaystyle {\tfrac {b}{a}}} und {\displaystyle a} zur Folge: {\displaystyle \operatorname {ggT} ({\tfrac {b}{a}},a)=1.} Die Definition der exakten Teilbarkeit ist auch auf andere Zahlen als Primzahlpotenzen anwendbar; Beispiel: {\displaystyle 40\parallel 120.}

## Einfache Folgerungen
Da {\displaystyle 0\cdot a=0} für alle {\displaystyle a} gilt, ist {\displaystyle 0} ein Teiler von {\displaystyle 0} und, da {\displaystyle 0\nmid b} für jedes {\displaystyle b\neq 0,} von keiner anderen Zahl.
Schreibt man denselben Sachverhalt in der Form {\displaystyle a\cdot 0=0}, so erkennt man, dass jede Zahl {\displaystyle a} ein Teiler von {\displaystyle 0} ist.
Die {\displaystyle 1} ist das neutrale Element der Multiplikation, d. h. die Multiplikation mit {\displaystyle 1} ändert einen Ausgangswert nicht. Zu den Elementen {\displaystyle e=\pm 1} gibt es ein multiplikatives Inverses, nämlich ein Element {\displaystyle e'\;(=e)} mit {\displaystyle e\cdot e'=1}. Solche Elemente werden Einheiten des Rings genannt. Einheiten sind triviale Teiler einer jeden ganzen Zahl. Die Einheiten des Rings {\displaystyle \mathbb {Z} } der ganzen Zahlen sind gerade die Zahlen {\displaystyle \pm 1}. (Die Einheiten eines Rings bilden eine multiplikative Gruppe.)
Es gelte {\displaystyle a\mid b} und {\displaystyle b\neq 0}. Ist {\displaystyle a} keiner der trivialen Teiler {\displaystyle \pm 1,\pm b}, so nennt man {\displaystyle a} einen nichttrivialen Teiler oder echten Teiler von {\displaystyle b}. Eine ganze Zahl, die nicht Einheit ist und die nur die trivialen Teiler besitzt, nennt man Primelement und, wenn sie {\displaystyle >1} ist, Primzahl. Ist {\displaystyle a} eine Primzahl, so heißt {\displaystyle a} Primteiler oder Primfaktor von {\displaystyle b}.
Die Menge aller Teiler einer natürlichen Zahl {\displaystyle n} nennt man die „Teilermenge von {\displaystyle n}“. Die Quasiordnung der Teilbarkeit induziert auf ihr die Struktur eines Verbandes, man spricht deshalb auch vom „Teilerverband von {\displaystyle n}“.
Die Menge aller Vielfachen einer natürlichen Zahl {\displaystyle n} heißt entsprechend Vielfachenmenge. Bei den ganzen Zahlen {\displaystyle \mathbb {Z} } ist die Mächtigkeit dieser Menge abzählbar unendlich.

## Eigenschaften der Teilbarkeit
- Jede Zahl besitzt mindestens ihre trivialen Teiler, insbesondere sind die Einheiten {\displaystyle \pm 1} Teiler einer jeden ganzen Zahl.
- Jede ganze Zahl ist ein (trivialer) Teiler der {\displaystyle 0}.
- Jede ganze Zahl teilt sich selbst (Reflexivität der Quasiordnung).
- Der kleinste positive Teiler {\displaystyle \neq 1} einer ganzen Zahl ist ein Primteiler.

Seien {\displaystyle a}, {\displaystyle b}, {\displaystyle c} und {\displaystyle d} ganze Zahlen.
- Gilt {\displaystyle a\mid b}, so gilt auch {\displaystyle -a\mid b} und {\displaystyle a\mid -b}. Man kann sich also bei der Untersuchung des Teilbarkeitsbegriffs auf natürliche Zahlen beschränken.
- Gilt {\displaystyle a\mid b} und {\displaystyle b\mid c}, so folgt {\displaystyle a\mid c} (Transitivität der Quasiordnung).
- Für {\displaystyle k\in \mathbb {Z} \setminus \{0\}} gilt: {\displaystyle a\mid b\Leftrightarrow ka\mid kb}.
- Gilt {\displaystyle a\mid b} und {\displaystyle c\mid d}, so gilt auch {\displaystyle ac\mid bd}.
- Gilt {\displaystyle a\mid b} und {\displaystyle a\mid c}, so gilt auch {\displaystyle a\mid kb+lc} für alle ganzen Zahlen {\displaystyle k} und {\displaystyle l}.
- Gilt {\displaystyle a\mid b} und {\displaystyle b\mid a} so ist {\displaystyle a=b} oder {\displaystyle a=-b}.

Die natürlichen Zahlen {\displaystyle \mathbb {N} _{0}} sind mit der Teilbarkeitsrelation eine quasigeordnete Menge, sogar ein vollständiger distributiver Verband, dessen Verknüpfungen durch kgV und ggT gegeben sind. Das kleinste Element ist die {\displaystyle 1} ({\displaystyle 1} teilt jedes andere), das größte ist die {\displaystyle 0} ({\displaystyle 0} wird von jedem anderen geteilt).

## Teilbarkeitsregeln im Dezimalsystem

### Zweier-Potenzen
- Eine Zahl ist genau dann durch 2 teilbar, wenn ihre letzte Ziffer gerade ist (0, 2, 4, 6 oder 8).
- Eine Zahl ist genau dann durch 4 teilbar, wenn die Zahl, die aus ihren letzten beiden Ziffern gebildet wird, durch 4 teilbar ist.
- Eine Zahl ist genau dann durch 4 teilbar, wenn die Summe aus der letzten Ziffer und dem Doppelten der vorletzten Ziffer durch 4 teilbar ist.
- Eine Zahl ist genau dann durch 8 teilbar, wenn die Zahl, die aus ihren letzten drei Ziffern gebildet wird, durch 8 teilbar ist.
- Eine Zahl ist genau dann durch 8 teilbar, wenn die Summe aus der letzten Ziffer, dem Doppelten der vorletzten Ziffer und dem Vierfachen der vorvorletzten Ziffer durch 8 teilbar ist.
- Allgemein ist eine Zahl genau dann durch {\displaystyle 2^{n}} teilbar, wenn die Zahl, die aus ihren letzten {\displaystyle n} Ziffern gebildet wird, durch {\displaystyle 2^{n}} teilbar ist.

### Fünfer-Potenzen
- Eine Zahl ist genau dann durch 5 teilbar, wenn ihre letzte Ziffer durch 5 teilbar ist (0 oder 5).
- Eine Zahl ist genau dann durch 25 teilbar, wenn die Zahl, die aus ihren letzten beiden Ziffern gebildet wird, durch 25 teilbar ist (00, 25, 50 oder 75).
- Eine Zahl ist genau dann durch 125 teilbar, wenn die Zahl, die aus ihren letzten drei Ziffern gebildet wird, durch 125 teilbar ist (000, 125, 250, 375, 500, 625, 750, 875).
- Allgemein ist eine Zahl genau dann durch {\displaystyle 5^{n}} teilbar, wenn die Zahl, die aus ihren letzten {\displaystyle n} Ziffern gebildet wird, durch {\displaystyle 5^{n}} teilbar ist.

### Zehner-Potenzen
- Eine Zahl ist genau dann durch 10 teilbar, wenn ihre letzte Ziffer eine 0 ist.
- Eine Zahl ist genau dann durch 100 teilbar, wenn die Zahl mit 00 endet.
- Eine Zahl ist genau dann durch 1000 teilbar, wenn die Zahl mit 000 endet.
- Allgemein ist eine Zahl genau dann durch {\displaystyle 10^{n}} teilbar, wenn ihre letzten {\displaystyle n} Ziffern jeweils 0 sind.

### Produkte aus Zweier- und Fünfer-Potenzen
- Eine Zahl ist genau dann durch 20 teilbar, wenn ihre vorletzte Ziffer gerade ist (0, 2, 4, 6 oder 8) und ihre letzte Ziffer 0 ist.
- Eine Zahl ist genau dann durch 40 teilbar, wenn die Zahl, die aus der drittletzten und vorletzten Ziffer gebildet wird, durch 4 teilbar ist und die letzte Ziffer eine 0 ist.
- Eine Zahl ist genau dann durch 50 teilbar, wenn die Zahl auf 00 oder 50 endet.
- Allgemein ist eine Zahl genau dann durch {\displaystyle 2^{m}5^{n}} teilbar, wenn die Zahl, die aus ihren letzten {\displaystyle \max(m,n)} Ziffern gebildet wird, durch {\displaystyle 2^{m}5^{n}} teilbar ist.

### Teilbarkeitsregeln basierend auf Quersummen
Will man für eine Zahl {\displaystyle x} eine Teilbarkeitsregel mit Quersummen aufstellen, so sucht man nach einem Vielfachen, das entweder {\displaystyle 10^{n}-1} oder {\displaystyle 10^{n}+1} für ein beliebiges {\displaystyle n} ist. Im ersten Fall kann die Teilbarkeit mit der nichtalternierenden {\displaystyle n}-Quersumme, im zweiten Fall mit der alternierenden {\displaystyle n}-Quersumme überprüft werden.
Entsprechende Faktoren existieren für alle Zahlen, die mit 10 teilerfremd sind. Allerdings ist die Prüfung zum Teil schon für relativ kleine Zahlen unpraktisch (siehe zum Beispiel die unten angegebenen Regeln für Teilbarkeit durch 17 und 19).
Für die Teilbarkeit von Zahlen unter 10 kann man noch ausnutzen, dass eine Ziffer, die größer gleich der Zahl ist, um diese verringert werden kann. So ist bei der Teilbarkeit durch 7 und dem Beispiel 3815 die Ziffer 8 größer gleich 7, also kann man auch direkt 3115 prüfen. Der Grund ist hier, dass 700 natürlich auch durch 7 teilbar ist (allgemein {\displaystyle z\cdot 10^{n}\equiv 0\mod z}).

#### Teilbarkeitsregeln basierend auf nichtalternierenden Quersummen
Ist {\displaystyle 10^{n}-1} ein Vielfaches der betrachteten Zahl {\displaystyle x}, dann gilt die Teilbarkeitsregel: „Eine Zahl ist genau dann durch {\displaystyle x} teilbar, wenn ihre nichtalternierende {\displaystyle n}-Quersumme durch {\displaystyle x} teilbar ist.“
Beispielsweise ist {\displaystyle 9=10^{1}-1} ein Vielfaches von 3, so dass die Teilbarkeit durch 3 anhand der (1er-)Quersumme geprüft werden kann.
- Eine Zahl ist genau dann durch 3 teilbar, wenn ihre Quersumme durch 3 teilbar ist.
- Eine Zahl ist genau dann durch 6 teilbar, wenn sie durch 2 und durch 3 teilbar ist.
- Eine Zahl ist genau dann durch 9 teilbar, wenn ihre Quersumme durch 9 teilbar ist.
- Eine Zahl ist genau dann durch 11 teilbar, wenn ihre nichtalternierende 2er-Quersumme durch 11 teilbar ist. Es gibt auch eine Teilbarkeitsregel mit der alternierenden Quersumme (siehe unten).
- Eine Zahl ist genau dann durch 21 teilbar, wenn ihre nichtalternierende 6er-Quersumme durch 21 teilbar ist.
- Eine Zahl ist genau dann durch 27 teilbar, wenn ihre nichtalternierende 3er-Quersumme durch 27 teilbar ist.
- Eine Zahl ist genau dann durch 33 teilbar, wenn ihre nichtalternierende 2er-Quersumme durch 33 teilbar ist.
- Eine Zahl ist genau dann durch 37 teilbar, wenn ihre nichtalternierende 3er-Quersumme durch 37 teilbar ist.
- Eine Zahl ist genau dann durch 41 teilbar, wenn ihre nichtalternierende 5er-Quersumme durch 41 teilbar ist.
- Eine Zahl ist genau dann durch 99 teilbar, wenn ihre nichtalternierende 2er-Quersumme durch 99 teilbar ist.
- Eine Zahl ist genau dann durch 111 teilbar, wenn ihre nichtalternierende 3er-Quersumme durch 111 teilbar ist.
- Eine Zahl ist genau dann durch 333 teilbar, wenn ihre nichtalternierende 3er-Quersumme durch 333 teilbar ist.
- Eine Zahl ist genau dann durch 999 teilbar, wenn ihre nichtalternierende 3er-Quersumme durch 999 teilbar ist.
- Allgemein ist eine Zahl genau dann durch {\displaystyle 9\dotso 9=10^{n}-1} teilbar, wenn ihre nichtalternierende {\displaystyle n}-Quersumme durch {\displaystyle 10^{n}-1} teilbar ist.
- Allgemein ist eine Zahl genau dann durch {\displaystyle \textstyle 1\dotso 1=\sum _{k=0}^{n-1}10^{k}} (Repunitzahl) teilbar, wenn ihre nichtalternierende {\displaystyle n}-Quersumme durch {\displaystyle 1\dotso 1} teilbar ist.

Die Quersumme muss nicht vollständig berechnet werden, sondern es genügt, den Rest einer Ziffer (oder Zifferngruppe) bei Division durch {\displaystyle x} zu berücksichtigen. Es kann auch nach jeder Addition der Rest bei Division durch {\displaystyle x} berechnet werden. Um z. B. zu ermitteln, ob 7654 durch 3 teilbar ist, kann man rechnen:
- Ziffer 7: Rest bei Division durch 3 ist 1: Summe 1 (Quersumme {\displaystyle 7=2\cdot 3+1})
- Ziffer 6: Rest bei Division durch 3 ist 0: Summe 1 ändert sich nicht (Quersumme {\displaystyle 13=4\cdot 3+1})
- Ziffer 5: diesmal ohne Bestimmung des Rests: Summe 1+5=6, Rest bei Division durch 3 ist 0 (Quersumme {\displaystyle 18=6\cdot 3+0})
- Ziffer 4: Summe 0+4=4, Rest bei Division durch 3 ist 1 (Quersumme {\displaystyle 22=7\cdot 3+1})

Da der im letzten Schritt berechnete Rest nicht Null ist, ist 7654 nicht durch 3 teilbar.
Herleitung: ist {\displaystyle \mathbf {a} _{k}\ldots \mathbf {a} _{2}\mathbf {a} _{1}\mathbf {a} _{0}} die Dezimaldarstellung der Zahl {\displaystyle Z=\sum _{i=0}^{k}a_{i}\cdot 10^{i}=a_{0}\cdot 10^{0}+a_{1}\cdot 10^{1}+a_{2}\cdot 10^{2}+\cdots +a_{k}\cdot 10^{k}}, dann gilt
{\displaystyle {\begin{aligned}Z&=a_{0}\cdot 10^{0}+a_{1}\cdot 10^{1}+a_{2}\cdot 10^{2}+\cdots +a_{k}\cdot 10^{k}\\&=\sum _{i=0}^{n-1}a_{0\cdot n+i}\cdot 10^{0\cdot n+i}+\sum _{i=0}^{n-1}a_{1\cdot n+i}\cdot 10^{1\cdot n+i}+\cdots +\sum _{i=0}^{n-1}a_{\left\lfloor {\frac {k}{n}}\right\rfloor \cdot n+i}\cdot 10^{\left\lfloor {\frac {k}{n}}\right\rfloor \cdot n+i}\\&=\sum _{i=0}^{n-1}a_{0\cdot n+i}\cdot \left(10^{0\cdot n+i}-10^{i}\right)+\sum _{i=0}^{n-1}a_{1\cdot n+i}\cdot \left(10^{1\cdot n+i}-10^{i}\right)+\cdots +\sum _{i=0}^{n-1}a_{\left\lfloor {\frac {k}{n}}\right\rfloor \cdot n+i}\cdot \left(10^{\left\lfloor {\frac {k}{n}}\right\rfloor \cdot n+i}-10^{i}\right)+\sum _{i=0}^{n-1}a_{0\cdot n+i}\cdot 10^{i}+\sum _{i=0}^{n-1}a_{1\cdot n+i}\cdot 10^{i}+\cdots +\sum _{i=0}^{n-1}a_{\left\lfloor {\frac {k}{n}}\right\rfloor \cdot n+i}\cdot 10^{i}\\&=\left(10^{0\cdot n}-1\right)\cdot \sum _{i=0}^{n-1}a_{0\cdot n+i}\cdot 10^{i}+\left(10^{1\cdot n}-1\right)\cdot \sum _{i=0}^{n-1}a_{1\cdot n+i}\cdot 10^{i}+\cdots +\left(10^{\left\lfloor {\frac {k}{n}}\right\rfloor \cdot n}-1\right)\cdot \sum _{i=0}^{n-1}a_{\left\lfloor {\frac {k}{n}}\right\rfloor \cdot n+i}\cdot 10^{i}+q_{10}(Z,n)\\&=\left(10^{n}-1\right)\cdot 0\cdot \sum _{i=0}^{n-1}a_{0\cdot n+i}\cdot 10^{i}+\left(10^{n}-1\right)\cdot 10^{0}\cdot \sum _{i=0}^{n-1}a_{1\cdot n+i}\cdot 10^{i}+\cdots +\left(10^{n}-1\right)\cdot \left(10^{0\cdot n}+10^{1\cdot n}+\cdots +10^{\left(\left\lfloor {\frac {k}{n}}\right\rfloor -1\right)\cdot n}\right)\cdot \sum _{i=0}^{n-1}a_{\left\lfloor {\frac {k}{n}}\right\rfloor \cdot n+i}\cdot 10^{i}+q_{10}(Z,n)\\&=\left(10^{n}-1\right)\cdot \left(0\cdot \sum _{i=0}^{n-1}a_{0\cdot n+i}\cdot 10^{i}+10^{0}\cdot \sum _{i=0}^{n-1}a_{1\cdot n+i}\cdot 10^{i}+\cdots +\left(10^{0\cdot n}+10^{1\cdot n}+\cdots +10^{\left(\left\lfloor {\frac {k}{n}}\right\rfloor -1\right)\cdot n}\right)\cdot \sum _{i=0}^{n-1}a_{\left\lfloor {\frac {k}{n}}\right\rfloor \cdot n+i}\cdot 10^{i}\right)+q_{10}(Z,n)\end{aligned}}}
Dabei bezeichnet {\displaystyle q_{10}(Z,n)} die {\displaystyle n}-Quersumme von {\displaystyle Z}. Diese Quersumme ist also genau dann durch {\displaystyle 10^{n}-1} teilbar, wenn {\displaystyle Z} durch {\displaystyle 10^{n}-1} teilbar ist. Also ist diese Quersumme genau dann durch {\displaystyle x} teilbar, wenn {\displaystyle Z} durch {\displaystyle x} teilbar ist.

#### Teilbarkeitsregeln basierend auf alternierenden Quersummen
Ist hingegen {\displaystyle 10^{n}+1} ein Vielfaches der betrachteten Zahl {\displaystyle x}, dann gilt die Teilbarkeitsregel: „Eine Zahl ist genau dann durch {\displaystyle x} teilbar, wenn ihre alternierende {\displaystyle n}-Quersumme durch {\displaystyle x} teilbar ist.“
Betrachtet man beispielsweise die Zahl 7, so kann man durch Ausprobieren sehen, dass {\displaystyle 7\cdot 143=1001=10^{3}+1}. Daraus ergibt sich dann die Teilbarkeitsregel mit einer alternierenden 3er-Quersumme.
- Eine Zahl ist genau dann durch 7 teilbar, wenn ihre alternierende 3er-Quersumme durch 7 teilbar ist.
- Eine Zahl ist genau dann durch 11 teilbar, wenn ihre alternierende Quersumme durch 11 teilbar ist. Es gibt auch eine Teilbarkeitsregel mit der nichtalternierenden 2er-Quersumme (siehe oben).
- Eine Zahl ist genau dann durch 13 teilbar, wenn ihre alternierende 3er-Quersumme durch 13 teilbar ist.
- Eine Zahl ist genau dann durch 17 teilbar, wenn ihre alternierende 8er-Quersumme durch 17 teilbar ist.
- Eine Zahl ist genau dann durch 19 teilbar, wenn ihre alternierende 9er-Quersumme durch 19 teilbar ist.
- Eine Zahl ist genau dann durch 23 teilbar, wenn ihre alternierende 11er-Quersumme durch 23 teilbar ist.
- Eine Zahl ist genau dann durch 73 teilbar, wenn ihre alternierende 4er-Quersumme durch 73 teilbar ist.
- Eine Zahl ist genau dann durch 77 teilbar, wenn ihre alternierende 3er-Quersumme durch 77 teilbar ist.
- Eine Zahl ist genau dann durch 91 teilbar, wenn ihre alternierende 3er-Quersumme durch 91 teilbar ist.
- Eine Zahl ist genau dann durch 101 teilbar, wenn ihre alternierende 2er-Quersumme durch 101 teilbar ist.
- Eine Zahl ist genau dann durch 137 teilbar, wenn ihre alternierende 4er-Quersumme durch 137 teilbar ist.
- Eine Zahl ist genau dann durch 143 teilbar, wenn ihre alternierende 3er-Quersumme durch 143 teilbar ist.
- Eine Zahl ist genau dann durch 1001 teilbar, wenn ihre alternierende 3er-Quersumme durch 1001 teilbar ist.
- Allgemein ist eine Zahl genau dann durch {\displaystyle 100\dotso 001=10^{n}+1} teilbar, wenn ihre alternierende {\displaystyle n}-Quersumme durch {\displaystyle 10^{n}+1} teilbar ist.

Herleitung: ist {\displaystyle \mathbf {a} _{k}\ldots \mathbf {a} _{2}\mathbf {a} _{1}\mathbf {a} _{0}} die Dezimaldarstellung der Zahl {\displaystyle Z=\sum _{i=0}^{k}a_{i}\cdot 10^{i}=a_{0}\cdot 10^{0}+a_{1}\cdot 10^{1}+a_{2}\cdot 10^{2}+\cdots +a_{k}\cdot 10^{k}}, dann gilt
{\displaystyle {\begin{aligned}Z&=a_{0}\cdot 10^{0}+a_{1}\cdot 10^{1}+a_{2}\cdot 10^{2}+\cdots +a_{k}\cdot 10^{k}\\&=\sum _{i=0}^{n-1}a_{0\cdot n+i}\cdot 10^{0\cdot n+i}+\sum _{i=0}^{n-1}a_{1\cdot n+i}\cdot 10^{1\cdot n+i}+\cdots +\sum _{i=0}^{n-1}a_{\left\lfloor {\frac {k}{n}}\right\rfloor \cdot n+i}\cdot 10^{\left\lfloor {\frac {k}{n}}\right\rfloor \cdot n+i}\\&=\sum _{i=0}^{n-1}a_{0\cdot n+i}\cdot \left(10^{0\cdot n+i}-10^{i}\right)+\sum _{i=0}^{n-1}a_{1\cdot n+i}\cdot \left(10^{1\cdot n+i}+10^{i}\right)+\cdots +\sum _{i=0}^{n-1}a_{\left\lfloor {\frac {k}{n}}\right\rfloor \cdot n+i}\cdot \left(10^{\left\lfloor {\frac {k}{n}}\right\rfloor \cdot n+i}\mp 10^{i}\right)+\sum _{i=0}^{n-1}a_{0\cdot n+i}\cdot 10^{i}-\sum _{i=0}^{n-1}a_{1\cdot n+i}\cdot 10^{i}+\cdots \pm \sum _{i=0}^{n-1}a_{\left\lfloor {\frac {k}{n}}\right\rfloor \cdot n+i}\cdot 10^{i}\\&=\left(10^{0\cdot n}-1\right)\cdot \sum _{i=0}^{n-1}a_{0\cdot n+i}\cdot 10^{i}+\left(10^{1\cdot n}+1\right)\cdot \sum _{i=0}^{n-1}a_{1\cdot n+i}\cdot 10^{i}+\cdots +\left(10^{\left\lfloor {\frac {k}{n}}\right\rfloor \cdot n}\mp 1\right)\cdot \sum _{i=0}^{n-1}a_{\left\lfloor {\frac {k}{n}}\right\rfloor \cdot n+i}\cdot 10^{i}+aqs_{10}(Z,n)\\&=\left(10^{n}+1\right)\cdot 0\cdot \sum _{i=0}^{n-1}a_{0\cdot n+i}\cdot 10^{i}+\left(10^{n}+1\right)\cdot 10^{0}\cdot \sum _{i=0}^{n-1}a_{1\cdot n+i}\cdot 10^{i}-\cdots \mp \left(10^{n}+1\right)\cdot \left(10^{0\cdot n}-10^{1\cdot n}+\cdots \mp 10^{\left(\left\lfloor {\frac {k}{n}}\right\rfloor -1\right)\cdot n}\right)\cdot \sum _{i=0}^{n-1}a_{\left\lfloor {\frac {k}{n}}\right\rfloor \cdot n+i}\cdot 10^{i}+aqs_{10}(Z,n)\\&=\left(10^{n}+1\right)\cdot \left(0\cdot \sum _{i=0}^{n-1}a_{0\cdot n+i}\cdot 10^{i}+10^{0}\cdot \sum _{i=0}^{n-1}a_{1\cdot n+i}\cdot 10^{i}-\cdots \mp \left(10^{0\cdot n}-10^{1\cdot n}+\cdots \mp 10^{\left(\left\lfloor {\frac {k}{n}}\right\rfloor -1\right)\cdot n}\right)\cdot \sum _{i=0}^{n-1}a_{\left\lfloor {\frac {k}{n}}\right\rfloor \cdot n+i}\cdot 10^{i}\right)+aqs_{10}(Z,n)\end{aligned}}}
Dabei bezeichnet {\displaystyle aqs_{10}(Z,n)} die alternierende {\displaystyle n}-Quersumme von {\displaystyle Z}. Diese alternierende Quersumme ist also genau dann durch {\displaystyle 10^{n}+1} teilbar, wenn {\displaystyle Z} durch {\displaystyle 10^{n}+1} teilbar ist. Also ist diese alternierende Quersumme genau dann durch {\displaystyle x} teilbar, wenn {\displaystyle Z} durch {\displaystyle x} teilbar ist.

### Teilbarkeit durch 7
Neben der schon genannten Teilbarkeitsregel mittels der alternierenden 3er-Quersumme gibt es für die 7 weitere, teils einfachere, Teilbarkeitsregeln. Diese ergeben sich aus der Betrachtung von Vielfachen der Zahl, die nah an 10er-Potenzen liegen, also beispielsweise im nächsten Beispiel {\displaystyle 14\cdot 7=98}. Man zieht wiederholt 98 ab, wodurch sich die Hunderter um 1 verringern, die Einer aber um zwei erhöhten ({\displaystyle 98=100-2}). Im Babylonischen Talmud findet sich die Teilbarkeitsregel, bei der man letztlich nur überprüfen muss, ob eine zweistellige Zahl durch 7 teilbar ist, in folgender Form: Eine Zahl wird an der vorletzten Stelle in zwei Teile aufgespalten. Die Ziffern vor der vorletzten Stelle bilden die Zahl {\displaystyle a} und die letzten beiden Ziffern die Zahl {\displaystyle b}. 3815 wird beispielsweise in die Zahlen {\displaystyle a=38} und {\displaystyle b=15} zerlegt. Nun zählt man {\displaystyle b} und das Doppelte von {\displaystyle a} zusammen. Ist die Summe durch 7 teilbar, so ist auch die ursprüngliche Zahl durch 7 teilbar. Für 3815 erhält man so {\displaystyle 2\cdot a+b=2\cdot 38+15=91}. Da 91 durch 7 teilbar ist, ist auch 3815 durch 7 teilbar. Bei sehr großen Zahlen kann man dieses Verfahren solange wiederholen, bis man irgendwann eine zweistellige Zahl erhält. Um die Gültigkeit der Teilbarkeitsregel zu zeigen, betrachtet man die Gleichung
{\displaystyle n=100\cdot a+b=98\cdot a+2\cdot a+b}
Da 98 und damit auch {\displaystyle 98\cdot a} durch 7 teilbar ist, ist {\displaystyle n} genau dann durch 7 teilbar, wenn {\displaystyle 2\cdot a+b} durch 7 teilbar ist.
Für eine weitere Teilbarkeitsregel spaltet man eine Zahl in ihre letzte Ziffer {\displaystyle b} und den Rest {\displaystyle a} auf. Zum Beispiel 3815 in die Zahlen {\displaystyle a=381} und {\displaystyle b=5}. Dann gilt folgender Satz:
Eine Zahl {\displaystyle n=10\cdot a+b} ist genau dann durch 7 teilbar, wenn ihr Doppeltes {\displaystyle 2\cdot n=20\cdot a+2\cdot b=21\cdot a-(a-2\cdot b)} durch 7 teilbar ist, weswegen man lediglich die Teilbarkeit von {\displaystyle a-2\cdot b} prüfen muss.
Für 3815 muss man also überprüfen, ob {\displaystyle 381-2\cdot 5=371} durch 7 teilbar ist. Dazu kann man 371 wieder in 37 und 1 zerlegen. Da {\displaystyle 37-2\cdot 1=35=5\cdot 7} durch 7 teilbar ist, sind auch 371 und 3815 durch 7 teilbar. Die Begründung dieser Methode ist, dass 21 durch 7 teilbar ist und um die Einer am Ende der Zahl auf 0 zu bringen, für jeden Einer zwei Zehner abgezogen werden müssen. Danach teilt man die entstehende Zahl dann noch durch Zehn. Ist die Zahl durch 21 teilbar, so ist der Rest bei dieser Methode also 0.
Man kann eine Zahl {\displaystyle n} auch vor der drittletzten Ziffer spalten, so dass die letzten drei Ziffern die Zahl {\displaystyle a} und die Ziffern davor die Zahl {\displaystyle b} bilden. Dann zieht man {\displaystyle b} von {\displaystyle a} ab und prüft, ob diese Differenz durch 7 teilbar ist. Da
{\displaystyle n=1000\cdot b+a=1001\cdot b+(a-b)}
und {\displaystyle 1001\cdot b} durch 7 teilbar ist, ist {\displaystyle n} genau dann durch 7 teilbar, wenn {\displaystyle a-b} durch 7 teilbar ist.
Man kann auch die jeweiligen Reste für die einzelnen 10er-Potenzen bestimmen und erhält so folgende Teilbarkeitsregel: Man beginne mit der ersten Ziffer der Zahl von rechts und multipliziere sie mit 1, die zweite Ziffer mit 3, die dritte mit 2, die vierte mit -1, die fünfte mit -3, die sechste mit -2 und dann die nächsten wieder von vorne mit 1, 3, 2, -1, -3, -2 und so weiter. Man berechne dann die Summe dieser Zahlen. Ist sie durch 7 teilbar, so ist es auch die Zahl. Das liegt daran, dass bei 7 noch drei zur 10 fehlen, bei 98 zwei zur 100, bei 1001 jedoch 1 zu viel ist, bei 10003 3 zu viel, bei 100002 2 zu viel und so weiter. Die Wiederholung ergibt sich aus der Überlegung, dass {\displaystyle 10\equiv 3\mod 7} und somit für 100 gilt {\displaystyle 100\equiv 3\cdot 3\mod 7} und somit {\displaystyle 100\equiv 2\mod 7}. Das wird für die weiteren Potenzen fortgeführt (Multiplikation des Restes mit 3), wodurch sich das Muster ergibt. Für 3815 wird also beispielsweise gerechnet: {\displaystyle n=5\cdot 1+1\cdot 3+8\cdot 2-3\cdot 1=21}. Die Zahl ist also durch 7 teilbar, da auch 21 durch 7 teilbar ist.

### Teilbarkeit durch 17
Ein Verfahren, um die Teilbarkeit durch 17 festzustellen, beruht auf der Identität 17 · 6 = 102. Deswegen gilt
{\displaystyle 100\cdot a+b=102\cdot a-2\cdot a+b\equiv -2\cdot a+b\mod 17}
Man spaltet also die zu prüfende Zahl {\displaystyle n} vor der vorletzten Stelle in zwei Teile, nimmt das Doppelte des linken Teils und zieht den rechten Teil ab (oder umgekehrt). Ist das Resultat durch {\displaystyle 17} teilbar, so gilt dies auch für {\displaystyle n}.
Beispiel: {\displaystyle 5831=17\cdot 343}.
Also {\displaystyle 2\cdot 58-31=85}, was durch 17 teilbar ist.

### Teilbarkeit durch 19
Um die Teilbarkeit durch 19 zu überprüfen, spaltet man eine Zahl in ihre letzte Ziffer {\displaystyle b} und den Rest {\displaystyle a} auf. Zum Beispiel 7904 in die Zahlen {\displaystyle a=790} und {\displaystyle b=4}. Dann gilt folgender Satz:
Eine Zahl {\displaystyle 10\cdot a+b} ist genau dann durch 19 teilbar, wenn {\displaystyle a+2\cdot b} durch 19 teilbar ist.
Für 7904 muss man also überprüfen, ob {\displaystyle 798=790+2\cdot 4} durch 19 teilbar ist. Dazu kann man 798 wieder in 79 und 8 zerlegen. Da {\displaystyle 79+2\cdot 8=95=5\cdot 19} durch 19 teilbar ist, sind auch 798 und 7904 durch 19 teilbar.

### Teilbarkeit durch 37
Bei 37 kann man interessanterweise wieder eine vergleichsweise einfache Regel anwenden: Man beginnt rechts und nimmt die ersten beiden Ziffern als Zahl und zieht 11 mal die nächste Ziffer von rechts ab. Das wiederholt man mit den weiteren Ziffern, also wieder die nächsten zwei als Zahl abtrennen und die dritte 11 mal abziehen. Ist die Summe der Ergebnisse durch 37 teilbar, so ist es auch die Zahl. Beispiel 19758: {\displaystyle n=58-7\cdot 11+19=0}. Die Zahl ist also durch 37 teilbar.

### Teilbarkeitsregeln für beliebige Primzahlen
Für eine beliebige Primzahl {\displaystyle p} bestimmt man die Reste {\displaystyle r_{0},r_{1},r_{2},\ldots ,r_{p-2}} für die Zehnerpotenzen {\displaystyle 10^{0},10^{1},10^{2},\ldots ,10^{p-2}}. Es gilt also
{\displaystyle {\begin{matrix}10^{0}&\equiv &r_{0}{\pmod {p}}\\10^{1}&\equiv &r_{1}{\pmod {p}}\\10^{2}&\equiv &r_{2}{\pmod {p}}\\&\vdots &\\10^{p-2}&\equiv &r_{p-2}{\pmod {p}}\end{matrix}}}
Daraus ergibt sich folgende Teilbarkeitsregel: Die Dezimaldarstellung einer Zahl {\displaystyle Z} sei {\displaystyle \mathbf {a} _{k}\ldots \mathbf {a} _{2}\mathbf {a} _{1}\mathbf {a} _{0}}. Man beginnt mit der ersten Ziffer {\displaystyle a_{0}} der Zahl von rechts und multipliziert sie mit {\displaystyle r_{0}}, die zweite Ziffer {\displaystyle a_{1}} mit {\displaystyle r_{1}}, die dritte Ziffer {\displaystyle a_{2}} mit {\displaystyle r_{2}}, ..., die {\displaystyle p-1}-te Ziffer {\displaystyle a_{p-2}} mit {\displaystyle r_{p-2}} und dann die nächsten Ziffern wieder von vorne mit {\displaystyle r_{0},r_{1},r_{2},\ldots ,r_{p-2}} und so weiter. Man berechnet dann die Summe {\displaystyle a_{0}\cdot r_{0}+a_{1}\cdot r_{1}+a_{2}\cdot r_{2}+\cdots } dieser Zahlen. Wenn diese Summe durch {\displaystyle p} teilbar ist, dann ist auch die Zahl {\displaystyle Z} durch {\displaystyle p} teilbar.
Herleitung: Es gilt
{\displaystyle {\begin{aligned}Z&=a_{0}\cdot 10^{0}+a_{1}\cdot 10^{1}+a_{2}\cdot 10^{2}+\cdots +a_{k}\cdot 10^{k}\\&=a_{0}\cdot (10^{0}-r_{0})+a_{1}\cdot (10^{1}-r_{1})+a_{2}\cdot (10^{2}-r_{2})+\cdots +a_{k}\cdot (10^{k}-r_{k-\left\lfloor {\frac {k}{p-1}}\right\rfloor \cdot (p-1)})+a_{0}\cdot r_{0}+a_{1}\cdot r_{1}+a_{2}\cdot r_{2}+\cdots +a_{k}\cdot r_{k-\left\lfloor {\frac {k}{p-1}}\right\rfloor \cdot (p-1)}\end{aligned}}}
Nach dem kleinen fermatschen Satz ist {\displaystyle 10^{p-1}\equiv 1{\pmod {p}}}, also gilt {\displaystyle 10^{i}\equiv 10^{j}\equiv r_{j}{\pmod {p}}} genau dann, wenn {\displaystyle i} und {\displaystyle j} bei Division durch {\displaystyle p-1} denselben Rest haben. Daraus folgt, dass die Faktoren {\displaystyle 10^{0}-r_{0},10^{1}-r_{1},10^{2}-r_{2},\ldots ,10^{k}-r_{k-\left\lfloor {\frac {k}{p-1}}\right\rfloor \cdot (p-1)}} alle durch {\displaystyle p} teilbar sind.
Die Zahl {\displaystyle Z} ist also genau dann durch {\displaystyle p} teilbar, wenn die Summe {\displaystyle a_{0}\cdot r_{0}+a_{1}\cdot r_{1}+a_{2}\cdot r_{2}+\cdots } durch {\displaystyle p} teilbar ist.

### Teilbarkeitsregeln für beliebige Zahlen
Um die Teilbarkeit durch eine beliebige Zahl {\displaystyle n} zu überprüfen, verwendet man deren Primfaktorzerlegung. Man überprüft dann die Teilbarkeit durch die einzelnen Primzahlpotenzen dieser Zerlegung.
Beispielsweise ist eine Zahl genau dann durch {\displaystyle 75=3\cdot 5^{2}} teilbar, wenn sie durch {\displaystyle 5^{2}=25} und 3 teilbar ist. Das heißt, ihre letzten beiden Ziffern müssen 00, 25, 50 oder 75 sein und die Quersumme durch drei teilbar sein. Bei multiplikativ zusammengesetzten Zahlen ist die Teilbarkeit eines beliebigen Teilfaktors hinreichend, so ist bspw. {\displaystyle ((-1)^{n}+2^{(1+n)})\cdot (1+(-1)^{n}\cdot 2^{(2+n)}+5\cdot 2^{(3+2n)})\cdot (1+(-1)^{n}\cdot 2^{(2+n)}-2^{(5+2n)}),0\leq n} durch {\displaystyle 5} teilbar, wobei hier die Teilbarkeit der drei Faktoren 4-zyklisch in n ist.
Vergleiche auch Teilbarkeit für alle zu 10 teilerfremden Divisoren.

### Teilbarkeitsregeln für die Zahlen von 1 bis 20
Für die Teilbarkeit durch die Zahlen von 1 bis 20 gelten folgende Regeln:
| Teiler | Teilbarkeitsregel |
| ------ | --- |
| 1      | immer teilbar |
| 2      | Die letzte Ziffer ist gerade. |
| 3      | Die Quersumme ist durch 3 teilbar. |
| 3      | Die Anzahl der Ziffern 1, 4 und 7 minus die Anzahl der Ziffern 2, 5 und 8 ist durch 3 teilbar. |
| 4      | Die Zahl, die aus den letzten zwei Ziffern gebildet wird, ist durch 4 teilbar. |
| 4      | Das Doppelte der vorletzten Ziffer plus die letzte Ziffer ist durch 4 teilbar. |
| 5      | Die letzte Ziffer ist durch 5 teilbar. |
| 6      | Die Zahl ist durch 2 und 3 teilbar. |
| 7      | Die alternierende 3er-Quersumme ist durch 7 teilbar. |
| 7      | Multipliziere die Ziffern von rechts nach links in dieser Reihenfolge mit folgenden Zahlen: 1, 3, 2, −1, −3, −2. Wiederhole dies für alle weiteren Ziffern. Die Summe der Ergebnisse ist durch 7 teilbar.                                            |
| 8      | Die Zahl, die aus den letzten drei Ziffern gebildet wird, ist durch 8 teilbar. |
| 8      | Das Vierfach der vorvorletzten Ziffer plus das Doppelte der vorletzten Ziffer plus die letzte Ziffer ist durch 8 teilbar. |
| 9      | Die Quersumme ist durch 9 teilbar. |
| 10     | Die letzte Ziffer ist 0. |
| 11     | Die 2er-Quersumme ist durch 11 teilbar. |
| 11     | Die alternierende Quersumme ist durch 11 teilbar. |
| 12     | Die Zahl ist durch 3 und 4 teilbar. |
| 13     | Die alternierende 3er-Quersumme ist durch 13 teilbar. |
| 13     | Multipliziere die Ziffern von rechts nach links in dieser Reihenfolge mit folgenden Zahlen: 1, −3, −4, −1, 3, 4. Wiederhole dies für alle weiteren Ziffern. Die Summe der Ergebnisse ist durch 13 teilbar.                                           |
| 14     | Die Zahl ist durch 2 und 7 teilbar. |
| 15     | Die Zahl ist durch 3 und 5 teilbar. |
| 16     | Die Zahl, die aus den letzten vier Ziffern gebildet wird, ist durch 16 teilbar. |
| 17     | Die alternierende 8er-Quersumme ist durch 17 teilbar. |
| 17     | Multipliziere die Ziffern von rechts nach links in dieser Reihenfolge mit folgenden Zahlen: 1, −7, −2, −3, 4, 6, −8, 5, −1, 7, 2, 3, −4, −6, 8, −5. Wiederhole dies für alle weiteren Ziffern. Die Summe der Ergebnisse ist durch 17 teilbar.        |
| 18     | Die Zahl ist durch 2 und 9 teilbar. |
| 19     | Die alternierende 9er-Quersumme ist durch 19 teilbar. |
| 19     | Multipliziere die Ziffern von rechts nach links in dieser Reihenfolge mit folgenden Zahlen: 1, −9, 5, −7, 6, 3, −8, −4, −2, −1, 9, −5, 7, −6, −3, 8, 4, 2. Wiederhole dies für alle weiteren Ziffern. Die Summe der Ergebnisse ist durch 19 teilbar. |
| 20     | Die letzte Ziffer ist 0 und die vorletzte Ziffer ist gerade. |

## Teilbarkeitsregeln in beliebigen Zahlensystemen
In einem Zahlensystem zur Basis {\displaystyle B} lassen sich Teilbarkeitsregeln für Teiler {\displaystyle T} finden, die sich in eine teilerfremde Faktorenzerlegung möglichst kleiner Zahlen zerlegen lässt, die Teiler von {\displaystyle B^{n}}, {\displaystyle B^{n}-1} oder {\displaystyle B^{n}+1} sind. {\displaystyle n} sollte dabei möglichst klein sein, für Kopfrechnen sind nur Werte bis maximal 4 sinnvoll.
{\displaystyle B=2}: Teiler 2, 3, 4, 5, 7, 8, 9, 11, 13, 15, 16, 17, 21, 31, 32, 33, 63, 64, 65, …
{\displaystyle B=3}: Teiler 2, 3, 4, 5, 7, 8, 9, 10, 13, 14, 16, 20, 26, 27, 28, 40, 41, 80, 81, 82, …
{\displaystyle B=4}: siehe {\displaystyle B=2}
{\displaystyle B=5}: Teiler 2, 3, 4, 5, 6, 7, 8, 9, 12, 13, 14, 18, 24, 25, 26, 31, 39, 62, 63, 78, 124, 125, 126, 156, 312, 313, 624, 625, 626, …
Die folgenden Teilbarkeitsregeln benutzen andere Stellenwertsysteme:
- Eine Zahl ist durch eine Zahl der Form {\displaystyle 2^{n}-1} teilbar genau dann, wenn bei der Darstellung zur Basis {\displaystyle 2^{n}} die Quersumme durch {\displaystyle 2^{n}-1} teilbar ist. Die Darstellung zur Basis {\displaystyle 2^{n}} ergibt sich leicht aus der Darstellung der Zahl im Dualsystem. Dazu wird die Zahl rechts beginnend in Gruppen von {\displaystyle n} Stellen eingeteilt, der Dezimalwert der einzelnen Gruppen entspricht nun den Werten der Ziffern in der Darstellung zur Basis {\displaystyle 2^{n}}. Zum Beispiel ist {\displaystyle 91_{10}} durch {\displaystyle 7_{10}=2^{3}-1} teilbar, weil {\displaystyle 91_{10}=001011011_{2}=133_{8}} im Oktalsystem (Basis {\displaystyle 2^{3}}) die Quersumme {\displaystyle 1_{8}+3_{8}+3_{8}=7_{10}} hat.
- Eine Zahl ist durch 27 teilbar genau dann, wenn ihre Quersumme zur Basis 1000 durch 27 teilbar ist. Diese Quersumme kann man erhalten, indem man ihre dezimale Darstellung rechts beginnend in Dreierblöcke einteilt und die Summe dieser Blöcke bildet.
- Eine Zahl ist durch {\displaystyle n} teilbar genau dann, wenn ihre Darstellung als {\displaystyle n}-basische Zahl mit einer 0 endet.

Weitere Teilbarkeitseigenschaften findet man im Artikel Kongruenz (Zahlentheorie).

### Teilbarkeitsregeln basierend auf nichtalternierenden Quersummen
Die Teilbarkeitsregel für das Dezimalsystem lässt sich für das Zahlensystem zur Basis {\displaystyle B} verallgemeinern: Ist {\displaystyle B^{n}-1} ein Vielfaches der betrachteten Zahl {\displaystyle x}, dann ist eine Zahl genau dann durch {\displaystyle x} teilbar, wenn ihre nichtalternierende {\displaystyle n}-Quersumme durch {\displaystyle x} teilbar ist.

### Teilbarkeitsregeln basierend auf alternierenden Quersummen
Die Teilbarkeitsregel für das Dezimalsystem lässt sich für das Zahlensystem zur Basis {\displaystyle B} verallgemeinern: Ist {\displaystyle B^{n}+1} ein Vielfaches der betrachteten Zahl {\displaystyle x}, dann ist eine Zahl genau dann durch {\displaystyle x} teilbar, wenn ihre alternierende {\displaystyle n}-Quersumme durch {\displaystyle x} teilbar ist.

## Verallgemeinerung des Teilbarkeitsbegriffs

### Kommutative Ringe
Der Teilbarkeitsbegriff wird auch wesentlich allgemeiner in kommutativen Ringen betrachtet. Die Definition von Teilbarkeit in natürlichen und ganzen Zahlen wird hier direkt übernommen:
Es sei {\displaystyle R} ein kommutativer Ring. Sind {\displaystyle a,b\in R} Ringelemente, dann ist {\displaystyle a} ein Teiler von {\displaystyle b}, falls ein weiteres Ringelement {\displaystyle n\in R} mit {\displaystyle a\cdot n=b} existiert.
In Ringen teilt {\displaystyle a} genau dann {\displaystyle b}, wenn das von {\displaystyle a} erzeugte Hauptideal {\displaystyle (a)} das von {\displaystyle (b)} erzeugte umfasst, formal: {\displaystyle a\mid b\Leftrightarrow (a)\supseteq (b)}.
Ein einfaches Beispiel aus den ganzen Zahlen: Das von {\displaystyle 2} erzeugte Hauptideal {\displaystyle (2)} ist die Menge aller Vielfachen von {\displaystyle 2}, {\displaystyle (4)} dementsprechend die Menge aller Vielfachen von {\displaystyle 4}. {\displaystyle (2)\supseteq (4)}, also ist {\displaystyle 2} ein Teiler von {\displaystyle 4}.
Die fruchtbarsten Teilbarkeitseigenschaften erhält man in Integritätsringen, das sind nullteilerfreie kommutative unitäre Ringe.

### Nicht-kommutative Ringe
Bei nicht-kommutativen Ringen {\displaystyle R\,} muss man bei der Teiler- und Vielfachen-Eigenschaft die Seitigkeit (linke, rechte oder zweiseitige) mit angeben. Dies lässt sich mit dem einfachen Teilbarkeitssymbol „{\displaystyle \mid }“ (dessen symmetrische Gestalt schon einer Spiegelung mit inverser Bedeutung im Wege steht) des kommutativen Falls nicht mehr ausdrücken.
Von zwei Elementen {\displaystyle a,b\in R} heißt {\displaystyle a\,} linker Teiler von {\displaystyle b\,}, falls ein {\displaystyle x\in R} mit {\displaystyle b=a\cdot x} existiert. Dann ist auch {\displaystyle b\,} rechtes Vielfaches von {\displaystyle a\,}. Diese Teilbarkeit entspricht der Inklusion der Rechtsideale {\displaystyle b\cdot R\subseteq a\cdot R}. Entsprechend definiert man rechten Teiler, linkes Vielfaches und, wenn für links wie rechts gültig, auch zweiseitigen Teiler, zweiseitiges Vielfaches.

### Körper
In Strukturen, in denen auch eine allgemeine Division als Umkehr der Multiplikation möglich ist (Körper und Schiefkörper), wie beispielsweise in den reellen Zahlen, ist die Theorie der Teilbarkeit trivial: Jede Zahl (bzw. jedes Körper-Element) ist durch jede andere Zahl außer {\displaystyle 0} teilbar, d. h. auch: alle von 0 verschiedenen Elemente sind Einheiten.